# Arenostola
Arenostola är ett släkte av fjärilar som beskrevs av George Francis Hampson 1908. Arenostola ingår i familjen nattflyn, Noctuidae.

## Dottertaxa tillArenostola, i alfabetisk ordning[1][2]
- Arenostola amseli Boursin, 1961
- Arenostola delattini Wiltshire, 1953
- Arenostola deserticola Staudinger, 1900
- Arenostola improba Staudinger, 1899
- Arenostola interlata Walker, 1857
- Arenostola modesta Staudinger, 1900
- Arenostola phragmitidis Hübner, 1802, Vasstråfly
- Arenostola pyxina Bang-Haas, 1910
- Arenostola sounkeana Matsumura, 1927
- Arenostola suzukii Matsumura, 1926
- Arenostola taurica Staudinger, 1899
- Arenostola unicolor Warren, 1914
- Arenostola zerny Schwingenschuss, 1935

## Bildgalleri

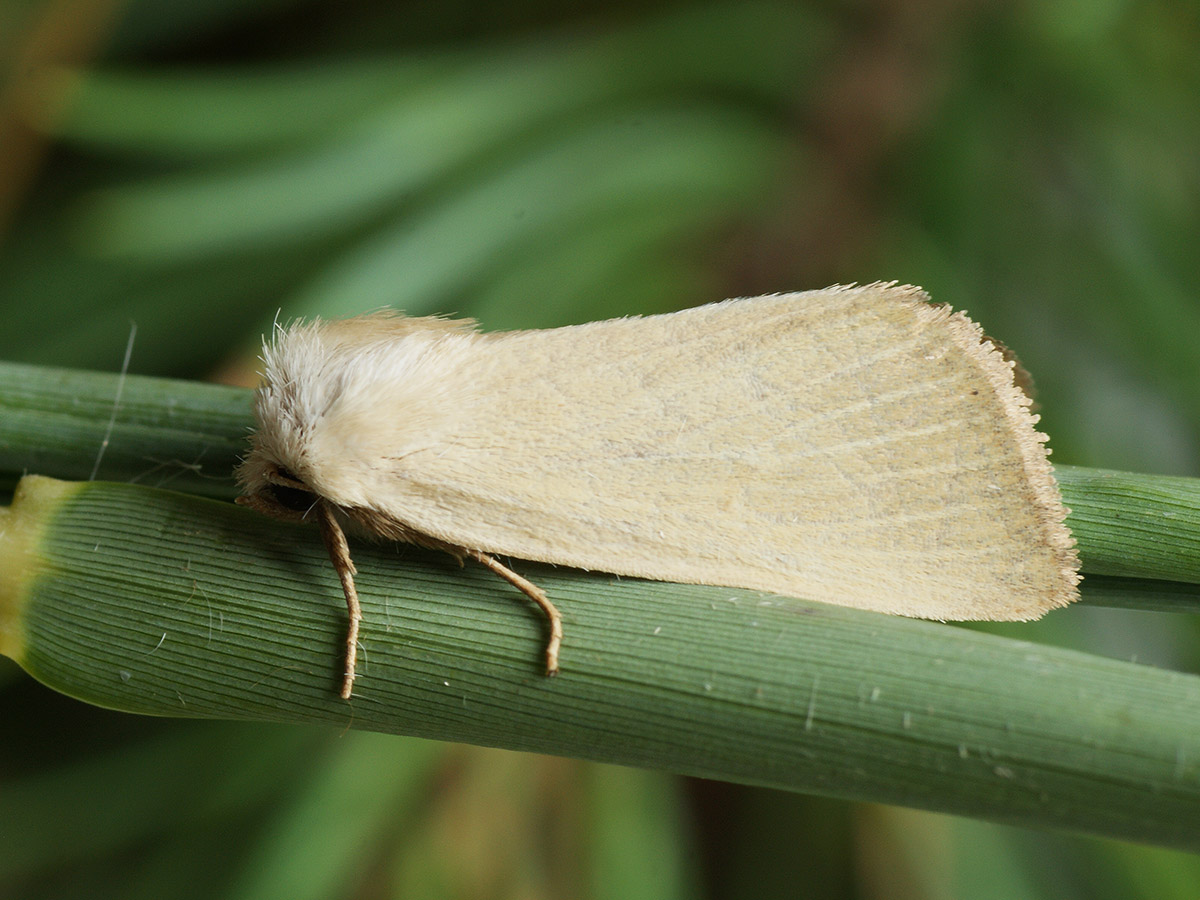
Arenostola phragmitidis